# Karsten Peter Thiessen
Karsten Peter Thiessen (* 20. Juli 1936 in Berlin-Dahlem; † 19. Juni 2024) war ein deutscher Chemiker. 1979 entdeckte er den Tribogalvanischen Effekt.

## Leben

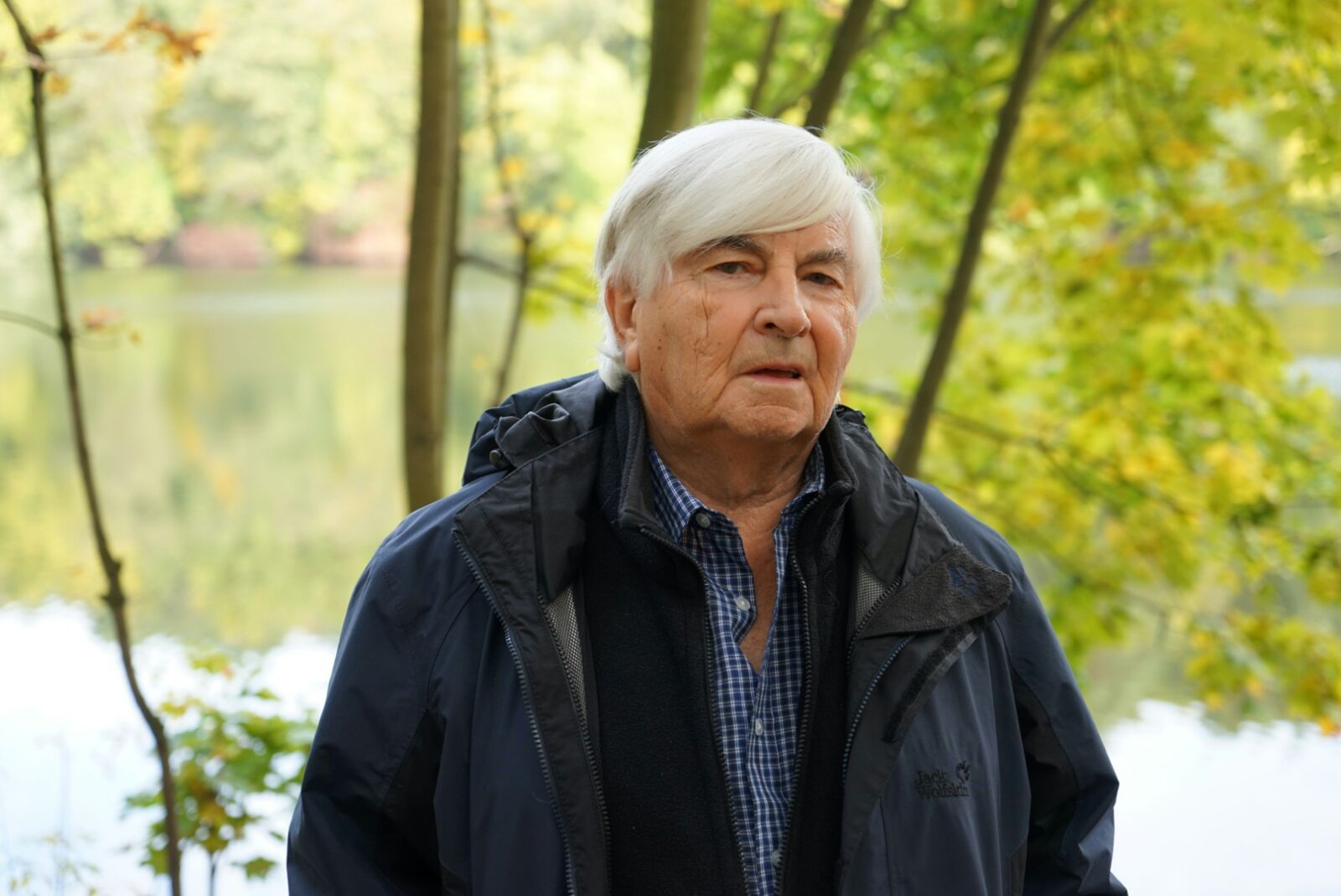
Karsten Thiessen (2015)

Karsten Thiessen wurde als Sohn des Physikochemikers Peter Adolf Thiessen in Berlin geboren. Sein Bruder ist der deutsche Physiker Klaus Thiessen.
Am Ende des Zweiten Weltkriegs wurde sein Vater mit seiner Familie zusammen mit anderen deutschen Wissenschaftlern in die UdSSR zur Arbeit am sowjetischen Atombombenprojekt gebracht.
Thiessen legte 1954 in Russland seine Reifeprüfung ab und studierte von 1954 bis 1956 Chemie an der Lomonossow-Universität in Moskau.
Ab 1956 studierte Thiessen dann von 1957 bis 1959 an der Humboldt-Universität Berlin und von 1959 bis 1962 an der Ernst-Moritz-Arndt-Universität in Greifswald, wo er 1962 sein Diplom zum Thema „Konstruktion und Bau eines Hochtemperaturofens mit oxydkeramischen Heizleitern“ ablegte.
1966 promovierte Karsten Thiessen in Berlin zum Dr. rer. nat. zum Thema „Leitungsvorgänge in der kubischen Mischphase ZrO2-CaO“. Von 1981 bis 1983 absolvierte Thiessen ein postgraduales Studium der Technische Chemie. Seine Habilitation zum Dr. sc. nat. erfolgte 1983 zum Thema „Phänomenologie, Analyse und Theorie der Wechselwirkung von lokalen und integralen Prozessen an Festkörperelektroden unter dem Einfluss mechanischer Impakte.“
Von 1962 bis 1991 arbeitete Thiessen am Zentralinstitut für physikalische Chemie der Akademie der Wissenschaften der DDR. Hier war er von 1984 bis 1991 Bereichsleiter Festkörperreaktivität und von 1990 bis 1991 stellvertretender geschäftsführender Direktor. 1985 wurde Thiessen an der Akademie der Wissenschaften der DDR zum Professor ernannt.
Am Zentralinstitut für physikalische Chemie bearbeitete Thiessen verantwortlich nachfolgende wissenschaftliche Probleme:
- Elektrochemie
- andere Aspekte physikalisch-chemischer Probleme der Materialwissenschaften:
  - Mechanochemie
  - Tribochemie
  - Korrosionsforschung
- Begutachtung von
  - Stahlbauten
  - Chemieanlagen
  - Wärmekraft- und Elektroanlagen
- Schadensfallanalysen und -gutachten

Ende 1991 erfolgte die Abwicklung der AdW gemäß Einigungsvertrag Art. 38, Abs. 3. Im August 1992 gründete Thiessen die IKOSTA GmbH (Institut für Korrosions- und Verschleißschutz-Technik Adlershof), deren Geschäftsführer er bis 1996 war.

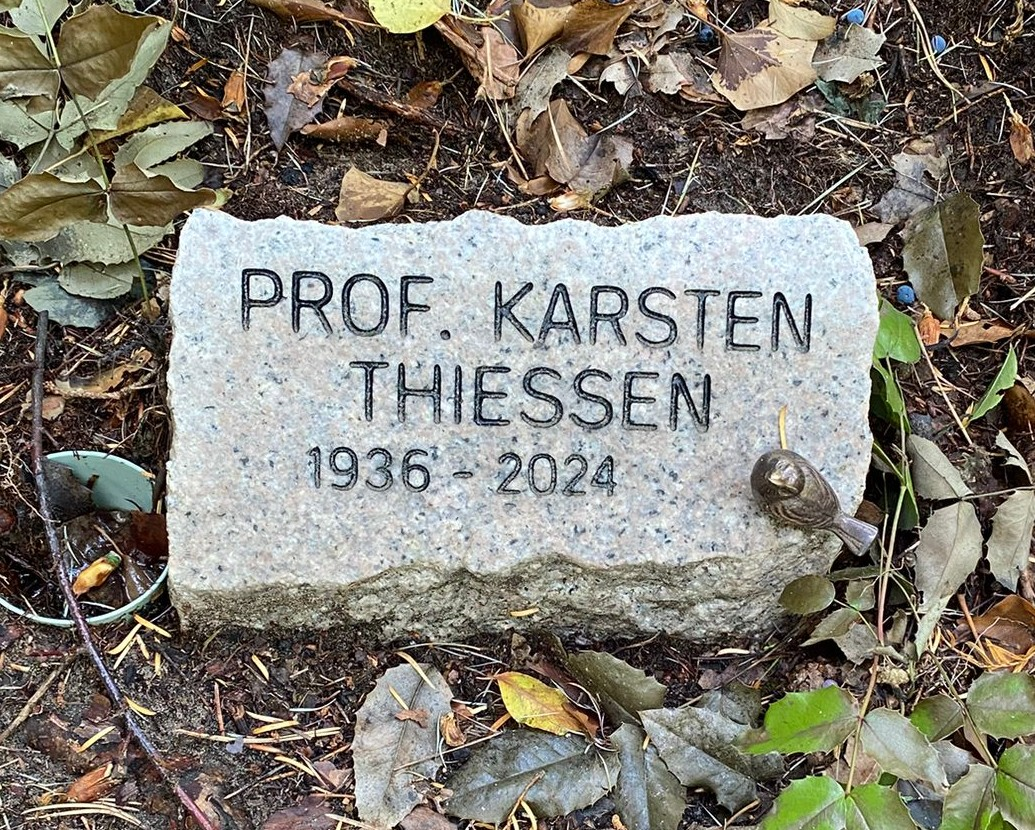
Grabstätte auf dem Südwestkirchhof Stahnsdorf

Von 1993 bis 1996 war Thiessen Akademischer Mitarbeiter mit Lehrauftrag an der Fachhochschule für Technik und Wirtschaft Berlin (FHTW).
Zuletzt war Thiessen als beratender Ingenieur / Sachverständiger im Bereich der „Pathologie“ der Werkstoffe, also Materialschäden, vor allem Korrosions- und Ermüdungsschäden tätig.
Weiterhin unterrichtete er seit 1997 als Lehrbeauftragter Werkstofftechnik und Grundlagen der Nanotechnologien an der Hochschule für Technik und Wirtschaft Berlin  (HTW) im Fachbereich Ingenieurwissenschaften II.
Thiessen hatte 25 Patente über Messeinrichtungen, Metalloberflächenmodifizierung, Kunstdünger, Phosphor-Eliminierung aus Abwässern und neue Typen von chemischen Festkörpersensoren, Magnetfluidtechnologie, Trennung von Abprodukten.
Karsten Thiessen verstarb im Alter von 87 Jahren und wurde auf dem Südwestkirchhof Stahnsdorf beigesetzt.

## Ehrungen
Thiessen war Mitglied nachfolgender Gesellschaften:
- Fellowship der Französischen Gemeinde der UL Brüssel (1979).

Mitglied der Gesellschaft für Korrosionsschutz (GfKorr),
- Mitglied der Gesellschaft für Tribologie (GfT),
- Freunde d. Studienganges Restaurierung / Grabungstechnik an der FHTW Berlin,
- National Geographic Society.

## Schriften (Auswahl)
Thiessen hat ca. 50 Publikationen verfasst, u. a.:
- Tribochemistry (Akademie-Verlag, Berlin 1984)
- Korrosionsschutz,- Geschichte – Technik – Ökonomie (Verlag Die Wirtschaft, Berlin 1989)[3]
- TRIBOCHEMISTRY VERSUS NANO-TRIBOLOGY I., Theoretical considerations on making a TANDEM NANOSCOPE Eur. Chem. Bull. 2016, 5(10), 420–422